# Sieger Sloot
Sieger Sloot (Rotterdam, 31 oktober 1977) is een Nederlands acteur en cabaretier.

## Biografie
Sloot volgde de toneelopleiding in Amsterdam, waar hij in 2000 afstudeerde. Hij speelde hierna in diverse toneelstukken, waaronder twee van Maria Goos, televisieseries en films. In 2006 was hij, naast Erik Whien, Dennis van de Ven en Jeroen van Koningsbrugge, een van de vaste acteurs in het absurdistische sketchprogramma Nieuw Dier. In 2008 had hij een rol in de HBO-serie John Adams. Hij had, als Michael, in 2009 een grote rol in het tweede seizoen van Vuurzee. In hetzelfde jaar was hij ook als Timo te zien in de televisieserie Floor Faber met Georgina Verbaan. In 2012 keerde hij terug naar het spelen van sketches in de Nederlandse versie van het Vlaamse sketchprogramma Wat als?. In 2014 had hij een rol in de Nederlandse speelfilm Hartenstraat.
Sloot is ook klimaatactivist. Hij deed in 2023 mee aan een verboden blokkade van de snelweg A12 in Den Haag, georganiseerd door Extinction Rebellion. Hem en andere activisten werd vanwege deze verboden actie een gebiedsverbod opgelegd. Op 2 augustus 2023 veroordeelde de rechtbank Sloot tot een taakstraf van 60 uur voor opruiing en vernieling (het spuiten van graffiti op de tunnelwanden). Naast de taakstraf moest Sloot ook een schadevergoeding betalen aan de gemeente Den Haag voor de vernieling.

## Filmografie
- All Stars (1999; afl. R.E.S.P.E.C.T.) - bewaker
- Leven en dood van Quidam Quidam (1999) - parlementair journalist
- Russen (2000; afl. No police) - bewaker
- De zwarte meteoor (2000) - Libbe van Borssum
- Boy Ecury (2003) - broeder Edmundus
- Wet & Waan (2003; afl. Het geheim van de raadkamer) - Yo
- Ernstige Delicten (2004; afl. Vampier) - Jim Struis
- Het glazen huis (2005; afl. Ik hield van hem) - arts
- Staatsgevaarlijk (2005) - Hillebrandt
- Man & Paard (2006; afl. De kwaal) - meneer Bavink
- Spoorloos verdwenen (2007; afl. De verdwenen anesthesist) - Marcel van Beek
- Alles is liefde (2007) - Pjotr
- De co-assistent (2007; afl. De kinderafdeling) - Anton
- Tiramisu (2008) - televisieinterviewer
- John Adams (2008) - Nederlander
- Keyzer & De Boer Advocaten (2008; afl. De marinier) - sergeant Richard Vroom
- Taxi 656 (2008) - schizofrene man
- Heineken Experience: Born in Amsterdam (2008) - barman
- Vuurzee II (2009; 8 afl.) - Michael
- Sorry Minister (2009; 5 afl.) - secretaris Jumbo
- Floor Faber (2009; 7 afl.) - Timo
- Gewoon Hans (2009) - verkoper
- Flikken Maastricht (2010; afl. Huis en haard) - inbreker
- De Nobelprijswinnaar (2010) - typemachineverkoper
- Dik Trom (2010)
- VRijland (2011; 5 afl.) - Hoogerwerf
- Aspe (2011; afl. In Brugge) - Paul Rutten
- Dolfje Weerwolfje (2011) - meneer van Dale
- Wat als? (2012; 8 afl.) - diverse rollen
- De verbouwing (2012) - Hylke
- Matterhorn (2013) - vader kinderpartijtje
- Jeuk! (2014) - Sieger
- Hartenstraat (2014) - Jacob
- Toen was geluk heel gewoon (2014) - verpleger/bewaker
- Nena (2014) - politieagent
- Het leven volgens Nino (2014)
- Dansen op de vulkaan (2014) - dokter Smit
- Riphagen (2017) - Frits Kerkhoven
- Stanley H. (2019) - Jasper Maas
- Koppensnellers (2020) - Pierre Prinsen
- Tropenjaren (2022) - Jakko Jekkers
- Hotel Hollandia (2023) - Wopke Hoekstra
- Ik ben geen robot (2023) - klantenservicemedewerker

- International Standard Name Identifier: 0000 0003 8822 2312
- Library of Congress Control Number: no2019123493
- Nederlandse Thesaurus van Auteursnamen: 299072983
- Virtual International Authority File: 281320983